# Hagecius (cráter)

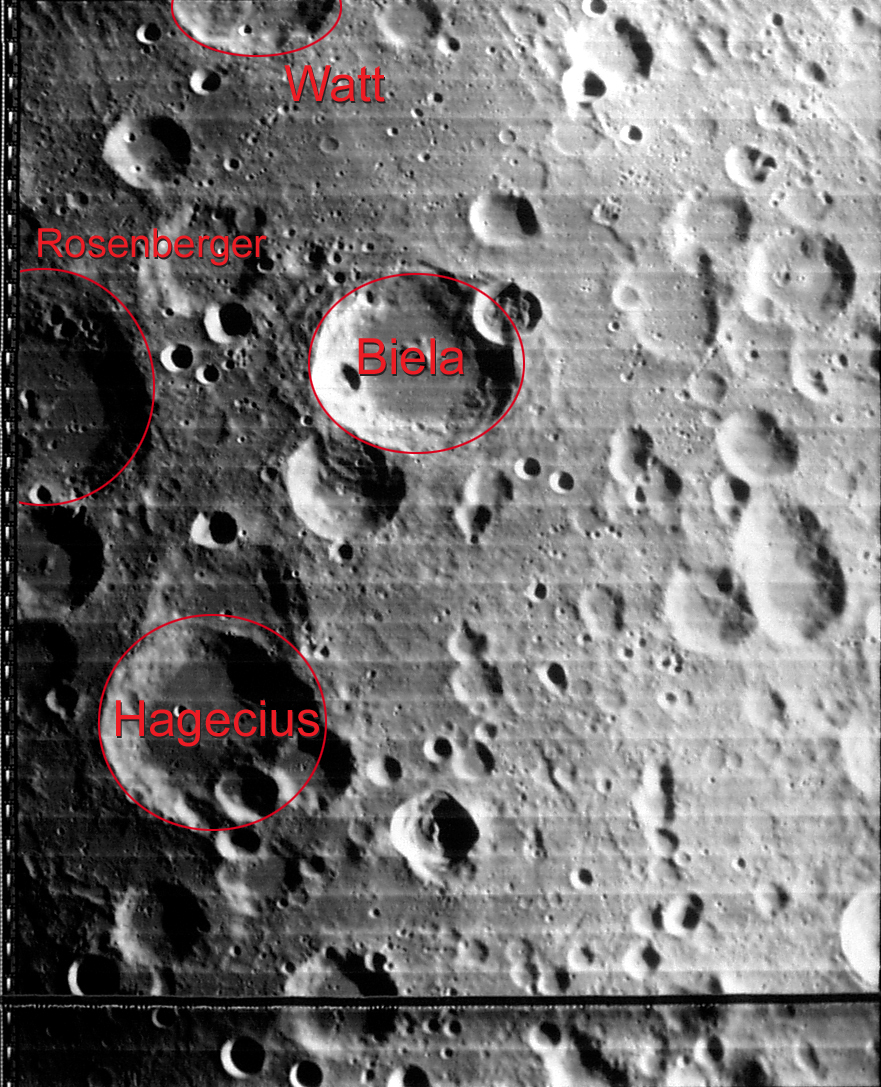
Fotografía de la misión Lunar Orbiter 4

Hagecius es un cráter de impacto situado en la parte sureste de la cara visible de la Luna. Forma parte de una formación triangular con los cráteres Rosenberger hacia el norte-noroeste y Nearch hacia el oeste-noroeste. Como sus dos compañeros, ha sufrido los efectos de la erosión por impactos posteriores, y su borde exterior aparece desgastado e irregular. El lado sureste en particular tiene superpuestos tres cráteres más pequeños, designados Hagecius C, B y G.
El suelo interior de Hagecius es considerablemente llano,  sin elevaciones significativas. Presenta un pequeño cráter hacia el oeste, al norte del punto medio, y unos diminutos cráteres que marcan la mitad sudeste de la planta. Alrededor de un tercio de la plataforma interior de este lado está ocupada por las rampas exteriores de los tres cráteres satélite mencionados anteriormente.
Al noreste del cráter Hagecius aparece Biela, una formación más reciente de aspecto particular.

## Cráteres satélite
Por convención estos elementos se identifican en los mapas lunares colocando la letra en el lado del punto central del cráter más cercano Hagecius.
|          | \| Hagecius \| Coordenadas \| Diámetro \| \| -------- \| ----------------------------- \| -------- \| \| A \| 58°12′S 47°12′E / -58.2, 47.2 \| 61 km \| \| B \| 60°24′S 48°54′E / -60.4, 48.9 \| 34 km \| \| C \| 60°42′S 47°30′E / -60.7, 47.5 \| 24 km \| \| D \| 57°06′S 47°00′E / -57.1, 47.0 \| 17 km \| \| E \| 63°18′S 49°06′E / -63.3, 49.1 \| 44 km \| \| F \| 62°18′S 44°48′E / -62.3, 44.8 \| 36 km \| \| G \| 61°48′S 47°36′E / -61.8, 47.6 \| 30 km \| \| H \| 60°24′S 50°42′E / -60.4, 50.7 \| 13 km \| \| J \| 62°36′S 57°48′E / -62.6, 57.8 \| 14 km \| \| K \| 61°12′S 52°00′E / -61.2, 52.0 \| 31 km \| \| L \| 61°30′S 55°42′E / -61.5, 55.7 \| 8 km \| \| M \| 60°00′S 52°00′E / -60.0, 52.0 \| 10 km \| \| N \| 60°12′S 53°06′E / -60.2, 53.1 \| 16 km \| \| P \| 59°48′S 53°12′E / -59.8, 53.2 \| 7 km \| \| Q \| 59°12′S 53°00′E / -59.2, 53.0 \| 20 km \| \| R \| 58°42′S 52°42′E / -58.7, 52.7 \| 15 km \| \| S \| 59°00′S 54°36′E / -59.0, 54.6 \| 10 km \| \| T \| 60°36′S 57°24′E / -60.6, 57.4 \| 14 km \| \| V \| 61°54′S 58°18′E / -61.9, 58.3 \| 14 km \| |          |
| Hagecius | Coordenadas | Diámetro |
| A        | 58°12′S 47°12′E / -58.2, 47.2 | 61 km    |
| B        | 60°24′S 48°54′E / -60.4, 48.9 | 34 km    |
| C        | 60°42′S 47°30′E / -60.7, 47.5 | 24 km    |
| D        | 57°06′S 47°00′E / -57.1, 47.0 | 17 km    |
| E        | 63°18′S 49°06′E / -63.3, 49.1 | 44 km    |
| F        | 62°18′S 44°48′E / -62.3, 44.8 | 36 km    |
| G        | 61°48′S 47°36′E / -61.8, 47.6 | 30 km    |
| H        | 60°24′S 50°42′E / -60.4, 50.7 | 13 km    |
| J        | 62°36′S 57°48′E / -62.6, 57.8 | 14 km    |
| K        | 61°12′S 52°00′E / -61.2, 52.0 | 31 km    |
| L        | 61°30′S 55°42′E / -61.5, 55.7 | 8 km     |
| M        | 60°00′S 52°00′E / -60.0, 52.0 | 10 km    |
| N        | 60°12′S 53°06′E / -60.2, 53.1 | 16 km    |
| P        | 59°48′S 53°12′E / -59.8, 53.2 | 7 km     |
| Q        | 59°12′S 53°00′E / -59.2, 53.0 | 20 km    |
| R        | 58°42′S 52°42′E / -58.7, 52.7 | 15 km    |
| S        | 59°00′S 54°36′E / -59.0, 54.6 | 10 km    |
| T        | 60°36′S 57°24′E / -60.6, 57.4 | 14 km    |
| V        | 61°54′S 58°18′E / -61.9, 58.3 | 14 km    |